# Melusine (Roman)

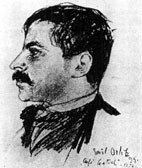
Jakob Wassermann * 1873 †1934

Melusine ist die erste Buchpublikation von Jakob Wassermann, die 1896 bei Albert Langen in München mit dem Untertitel „Ein Liebesroman“ erschien.
Die Liebe der jungen Waise Melusine Mirbeth zu dem 23-jährigen Müßiggänger stud. med. Vidl Falk ist unglücklich.

## Inhalt
Ort der Handlung ist die bescheidene Münchner Pension Bender in der Heßstraße der Maxvorstadt. Der Medizinstudent Vidl Falk kann sich endlich dank eines Stipendiums ein Zimmer leisten. Im Hause der Frau Bender begegnet er dem Fräulein Melusine, Mely genannt. Das junge Mädchen, aus Sommerhausen stammend, hat vor ihrem Vormund, dem Oberst Wolfgang Thewalt, Reißaus genommen. Eigentlich müsste Mely ihrem Vormund dankbar sein. Er hatte sie von einem neunjährigen Kloster-Aufenthalt erlöst und in sein Haus aufgenommen. Aber nun kündigt der enttäuschte Oberst der Frau Bender schriftlich an, er habe sich mit Fräulein Mirbeth überworfen und werde mithin die Zahlungen einstellen. Alsbald steht Mely mittellos da.
In ausführlichen Gesprächen kommen sich Mely und Vidl schüchtern näher. Melys Antworten auf Vidls fast inquisitorische Befragung enthalten Lügen und lassen viele seiner Fragen offen. Zum Beispiel verleugnet Mely ihre Schwester Cäcilia. Ohne Gefühle für ihre Vergangenheit zu zeigen, blickt Mely auf ihre Zeit als Haushälterin des verwitweten Obersts zurück. Vidls Liebe wird erwidert. Zwar lässt es Mely zu, dass ihr Vidl die Hand auf die nackte Brust legt, doch der junge Mann stellt hernach immer wieder seine nüchternen Fragen. Vidl erhält auf dieses zunehmende Insistieren nach Melys Verhältnis zum Oberst lückenhafte Antwort. Aus einer der betreffenden Passagen könnte herausgelesen werden, der Oberst wollte mit Mely schlafen und das junge Fräulein habe sich dem drängenden Liebesverlangen durch die Flucht in die Pension Bender entzogen. Melys Situation ist ausweglos. Sie bleibt von dem eifersüchtigen Oberst finanziell abhängig. Also muss das Mädchen – zum Leidwesen Vidls – immer wieder einmal dem vormundlichen Ruf folgen. Mely ist hin- und hergerissen. Erst wendet sie sich von Vidl ab, aber zum Schluss deutet der Erzähler an, das junge Paar verbringe eine Liebesnacht. Vidl meint jedoch, er habe Beweise für Melys Untreue, und trennt sich von ihr. Nachdem er ein gegen Romanende unverhofft ererbtes beachtliches Vermögen in ziemlich kurzer Zeit verjubelt hat, heiratet er eine andere. Über Melys weiteres Schicksal schweigt sich der Erzähler aus.

## Selbstzeugnis
Wassermann erzählt aus seinem Leben die Geschichte einer über drei Jahre währenden Liebe zu einer Frau: „Ich liebe dieses Mädel wahnsinnig, und sie hat auch mich über alles gern, aber wir quälen uns beide ebenfalls bis zum Wahnsinn.“

## Form und Interpretation
Der – für den Anfänger Wassermann psychologisch verhältnismäßig tiefschürfende – Text besteht aus sechzehn Kapiteln und einem „Schluss“. Zweimal schiebt der allwissende Erzähler Tagebucheintragungen Vidl Falks in seinen Vortrag ein.
Im Grunde wollen Vidl Falk und selbstredend der Leser obendrein wissen, ob nun Mely mit dem Oberst schläft oder nicht. Während Vidl von dem Faktum überzeugt ist, kann der Leser die ihm genehme Ja-Nein-Antwort auf jene heikle Frage wählen. Denn alle Aussagen zu dem entscheidenden „Betreff“ beruhen auf übler Nachrede beziehungsweise letztendlich auf nicht recht glaubhaften schriftlichen Äußerungen des Obersts.
Vidl ist der schwache Charakter. Er vertraut der Geliebten nicht, sondern spioniert ihr nach, kommt mit der rätselhaften Melusine-Erscheinung nicht zurecht, zweifelt und verzweifelt. Mely, der starke Charakter, muss an der genannten Schwäche des Geliebten scheitern.
Der rettende reiche Erbonkel Vidls fällt gegen Romanende unvermittelt wie ein Deus ex machina vom Himmel und gibt mit promptem Sterben das Erbe frei.

## Rezeption
- Der Reigen von Wassermanns Werken, sonst handlungsreich, habe einen handlungsarmen Auftakt.[11]
- Sprengel weist auf die unter „Selbstzeugnis“ erwähnten autobiographischen Züge hin und verreißt den Text als trivial; dem seinerzeitigen Wasserfrau-Faible geschuldet.[12]

### Primärliteratur
- Jakob Wassermann: Melusine. Roman. Salzwasser Verlag, Paderborn 2011, ISBN 978-3-943185-46-1.

### Sekundärliteratur
- Rudolf Koester: Jakob Wassermann. Morgenbuch Verlag, Berlin 1996, ISBN 3-371-00384-1.
- Peter Sprengel: Geschichte der deutschsprachigen Literatur 1900–1918. Von der Jahrhundertwende bis zum Ende des Ersten Weltkriegs. C. H. Beck, München 2004, ISBN 3-406-52178-9.